# Tempérament (musique)
Pour les articles homonymes, voir Tempérament.
 (décembre 2023).
Si vous disposez d'ouvrages ou d'articles de référence ou si vous connaissez des sites web de qualité traitant du thème abordé ici, merci de compléter l'article en donnant les références utiles à sa vérifiabilité et en les liant à la section « Notes et références ».
 (décembre 2023).
La mise en forme du texte ne suit pas les recommandations de Wikipédia : il faut le « wikifier ».
Les points d'amélioration suivants sont les cas les plus fréquents. Le détail des points à revoir est peut-être précisé sur la page de discussion.
- Les titres sont pré-formatés par le logiciel. Ils ne sont ni en capitales, ni en gras.
- Le texte ne doit pas être écrit en capitales (les noms de famille non plus), ni en gras, ni en italique, ni en « petit »…
- Le gras n'est utilisé que pour surligner le titre de l'article dans l'introduction, une seule fois.
- L'italique est rarement utilisé : mots en langue étrangère, titres d'œuvres, noms de bateaux, etc.
- Les citations ne sont pas en italique mais en corps de texte normal. Elles sont entourées par des guillemets français : « et ».
- Les listes à puces sont à éviter, des paragraphes rédigés étant largement préférés. Les tableaux sont à réserver à la présentation de données structurées (résultats, etc.).
- Les appels de note de bas de page (petits chiffres en exposant, introduits par l'outil «  Source ») sont à placer entre la fin de phrase et le point final[comme ça].
- Les liens internes (vers d'autres articles de Wikipédia) sont à choisir avec parcimonie. Créez des liens vers des articles approfondissant le sujet. Les termes génériques sans rapport avec le sujet sont à éviter, ainsi que les répétitions de liens vers un même terme.
- Les liens externes sont à placer uniquement dans une section « Liens externes », à la fin de l'article. Ces liens sont à choisir avec parcimonie suivant les règles définies. Si un lien sert de source à l'article, son insertion dans le texte est à faire par les notes de bas de page.
- La présentation des références doit suivre les conventions bibliographiques. Il est recommandé d'utiliser les modèles {{Ouvrage}}, {{Chapitre}}, {{Article}}, {{Lien web}} et/ou {{Bibliographie}}. Le mode d'édition visuel peut mettre en forme automatiquement les références.
- Insérer une infobox (cadre d'informations à droite) n'est pas obligatoire pour parachever la mise en page.

Pour une aide détaillée, merci de consulter Aide:Wikification.
Si vous pensez que ces points ont été résolus, vous pouvez retirer ce bandeau et améliorer la mise en forme d'un autre article.
Dans la musique occidentale, un tempérament est un procédé d'accord (ou accordage) des instruments à sons fixes répondant à l'impossibilité de les accorder uniquement avec des intervalles purs.
- Accordage est un terme générique, utilisé depuis le XIXe siècle[1] pour dénoter l’action d'accorder un instrument ou le résultat de cette action.
- Accord, complété par un qualificatif (essentiellement « accord pythagoricien » ou « accord juste »), est utilisé en opposition à « tempérament » pour désigner un accordage qui ne fait appel qu’à des intervalles « purs », à l’exclusion d’aucun intervalle tempéré[2].
- Tempérament se réfère à un accordage dans lequel plusieurs intervalles sont accordés par altération d'intervalles purs : ces intervalles altérés sont dits « tempérés ».

Les tempéraments servent à l’accordage des instruments à sons fixes, c’est-à-dire les instruments possédant un dispositif vibrant séparé pour chaque note (instruments à clavier, harpes, tympanons, etc.) et ceux à frettes. Le tempérament est rendu nécessaire parce que chacune des notes de la gamme doit pouvoir servir dans des circonstances diverses qui requièrent des intonations légèrement différentes. Alors que ces petites différences peuvent être réalisées sur des instruments à degrés mobiles (comme le violon, où un petit déplacement d'un doigt de la main gauche, ou les instruments à vent, où une légère modification de l’intensité du souffle suffisent à modifier l’intonation), les instruments à sons fixes requièrent des compromis.
Le mot « tempérament » (du latin temperare, « organiser », « modérer ») se réfère plus précisément à la modification d'un intervalle, généralement la diminution de la quinte, au profit d'autres intervalles. On distingue deux catégories générales de tempéraments :
- les tempéraments « réguliers », où toutes les quintes sont diminuées d'une même quantité proportionnelle ;
- les tempéraments « irréguliers », où les quintes sont tempérées de diverses manières.

Les intervalles tempérés ne peuvent pas être exprimés sous forme de rapports de nombres entiers, aussi complexes soient-ils : ils doivent être représentés par des nombres irrationnels.

## Histoire
Le système pythagoricien a été utilisé depuis l’Antiquité jusqu’à la fin du Moyen Âge et au-delà. Ce système était destiné principalement aux voix humaines et à des instruments à sons mobiles, pour lesquels il ne posait en principe pas trop de problème. À partir du XVe siècle cependant, l’usage croissant de l’orgue a rendu nécessaire le tempérament, mentionné pour la première fois en 1496. Les tempéraments utilisés en Occident sont, par ordre chronologique :
- les tempéraments mésotoniques, en particulier celui à tierces pures, du XVe siècle probablement jusqu’au XIXe ;
- les tempéraments irréguliers, du XVIIe siècle au XIXe ;
- le tempérament égal, à partir du XIXe siècle.

Il faut signaler en outre les tempéraments par division multiple, extensions des précédents à plus de douze degrés dans l’octave, parfois pour tenter d'améliorer la pureté de certains intervalles, ou encore pour produire des « micro-intervalles ». Ils sont documentés depuis le XVIe siècle.
Alors qu’au début du Moyen Âge, la théorie musicale ne reconnaissait comme consonants que les intervalles d’unisson, d’octave, de quinte et de quarte, la tierce majeure a progressivement été admise comme consonance imparfaite. La tierce pythagoricienne est en effet relativement fausse, plus grande que la tierce pure d’un comma syntonique, soit 22 % d'un demi-ton. Jusqu’au XVe siècle, les traités théoriques ne mentionnent aucun autre accord que le système pythagoricien, mais il est difficile de savoir dans quelle mesure il a été utilisé en pratique par les chantres, en particulier pour les tierces qui sont de plus en plus nombreuses dans le répertoire.
Le système pythagoricien a fait l’objet au Moyen Âge d'une sorte de culte quasi mystique, lié aussi à l’idée platonicienne selon laquelle les nombres régissent le monde : le système pythagoricien repose en effet sur les rapports numériques (et les rapports de longueurs de cordes) les plus simples, 1/1 pour l’unisson, 1/2 pour l’octave, 2/3 pour la quinte, 3/4 pour la quarte. Dès le XVe siècle néanmoins, on s'est efforcé de produire des tierces plus justes en faisant usage d'une propriété du système lui-même, dans lequel une note bémolisée (par exemple sol ) est un comma pythagoricien (24 % d'un demi-ton) plus bas que son enharmonie diésée (par exemple fa ). D'autre part, la tierce majeure juste est un comma syntonique (22 % d'un demi-ton) plus petite que la tierce pythagoricienne. En accordant par exemple ré-sol , utilisé en réalité comme la tierce majeure ré-fa , on obtenait une tierce majeure presque pure sans déroger au culte de Pythagore.
Dès la fin du XVe siècle, Bartolomé Ramos de Pareja, dans sa Musica de 1482, a proposé d'accorder des tierces majeures pures, correspondant au rapport numérique 4/5 : c’est la première fois que le système pythagoricien est abandonné dans la théorie musicale. Cet abandon de l’orthodoxie pythagoricienne a rapidement amené au développement des tempéraments mésotoniques, rendus nécessaires par l’importance croissante des instruments à clavier dans la pratique musicale. Le plus remarquable et le plus usité des tempéraments mésotoniques est le tempérament « au quart de comma » : puisque la tierce majeure pythagoricienne, qui s'obtient en quatre quintes (comme do-sol-ré-la-mi), est trop grande d’un comma, il suffit de diminuer chacune des quintes d’un quart de comma pour aboutir à une tierce pure. (Voir ci-dessous, Les tempéraments mésotoniques et l’article spécialisé Tempérament mésotonique.)

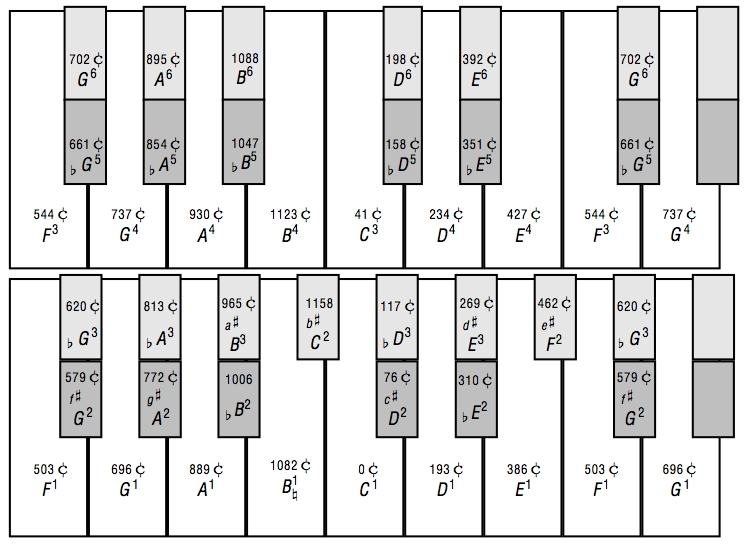
Clavier de l’archicembalo.

L’abandon de l’orthodoxie pythagoricienne a amené les théoriciens à s'interroger sur la possibilité de jouer « juste », c’est-à-dire de jouer exclusivement des intervalles purs. Différents systèmes ont été proposés, le plus connu étant le « système de Zarlino » (voir Intonation juste). Ces systèmes sont utopiques, parce qu’ils requièrent plusieurs formes de la même note pour divers contextes. C’est l’une des raisons qui ont mené à concevoir des instruments à clavier à plus de douze notes par octave. Ainsi, le clavier proposé au milieu du XVIe siècle par Nicola Vicentino pour son Archicembalo proposait 36 touches dans l’octave, produisant 32 notes différentes.
Dès le XVIIe siècle, divers tempéraments irréguliers ont été proposés, où les quintes sont tempérées différemment, certaines plus que d’autres, introduisant des différences d’intonation d’une tonalité à l’autre. L’invention des logarithmes par Lord Neper vers 1615 a permis en outre de calculer les intervalles tempérés, qui n’étaient pas représentables sous forme de rapports de nombres entiers, et les réflexions approfondies sur le tempérament égal ont rapidement suivi. Celui-ci ne s'est pourtant pas imposé avant le XIXe siècle au plus tôt, notamment parce qu'il ne faisait plus de différences entre les tonalités.

## Problématique musicale

### Accord des instruments avec des intervalles purs
L’accord des instruments de musique se fait à partir d’intervalles « purs » (ou « justes »), qui sont déformés (tempérés) si nécessaire. Les intervalles purs sont généralement des consonances, dont la définition est problématique. Cependant, au début de la pratique du tempérament, au 16e siècle, ce qui caractérisait ces intervalles était surtout le fait que les rapports de longueur de cordes auxquels ils correspondaient pouvaient s'exprimer comme rapports de nombres entiers (1:2 pour l'octave, 2:3 pour la quinte et 3:4 pour la quarte, 4:5 pour la tierce majeure, etc.). « Tempérer » ces intervalles avait pour effet de les rendre « irrationnels », c'est-à-dire non représentables par des rapports de nombres entiers. Ensuite, pour ce qui concerne l'accord, on a pris conscience que les intervalles consonants (purs, justes) sont ceux qui se distinguent le plus facilement des intervalles non consonants (impurs, faux) : ce sont ceux qui ont la meilleure « définition » acoustique. Ce qui permet la distinction entre eux, c'est le phénomène de battement, qui se définit en acoustique par l’interférence entre deux signaux de fréquences proches. La consonance est alors l’accordage qui réduit au minimum les battements de l’intervalle.
L’opposition consonance / non consonance concerne en premier lieu les notes ayant des sons harmoniques en commun — c’est-à-dire, puisque les fréquences des sons harmoniques sont entre elles dans des rapports de nombres entiers, que les intervalles les plus consonants sont ceux qui correspondent aux rapports numériques les plus simples. Ce ne sont pas les rapports simples en eux-mêmes qui définissent la consonance, mais le fait que les séries harmoniques qui leur correspondent comportent un grand nombre de sons harmoniques en commun.
Par exemple :
- si deux sons sont dans un rapport de fréquences de 1 à 2 (ce qu’on définit comme l’octave), les harmoniques du premier correspondent à la série des nombres entiers, 1, 2, 3, 4, 5, etc., et ceux du second à la série des nombres pairs, 2, 4, 6, 8, 10, etc. Il est évident que tous les harmoniques du second sont aussi des harmoniques du premier : il y a concordance totale entre les deux séries, la consonance est totale. Et si l’un des deux sons était légèrement désaccordé, les deux séries légèrement décalées l’une par rapport à l’autre produiraient un nombre élevé de battements : la dissonance serait immédiatement très élevée ;
- si les deux sons sont dans un rapport de 4 à 5 (la tierce majeure pure), les harmoniques du premier seraient 4, 8, 12, 16, 20, etc., et celles du second 5, 10, 15, 20, 25, etc. La première concordance se situe à 20, harmonique 5 du premier son et 4 du deuxième ; si on prolonge les séries, on vérifiera aisément que tous les harmoniques multiples de 5 de la première concordent avec les multiples de 4 de la seconde. Et si l’un des deux sons est désaccordé, c’est sur ces multiples communs que les battements se produisent, mais la dissonance sera moins manifeste que dans le premier cas ;
- le nombre d'harmoniques communs correspondent toujours aux rapports eux-mêmes: dans le cas de l'octave, rapport 1:2, un harmonique du son le plus aigu correspond à un harmonique sur deux du plus grave; dans le cas de la tierce majeure, rapport 4:5, un harmonique sur quatre du plus aigu correspond à un sur cinq du plus grave.

On peut noter au passage que la technique normale de l’accordage ne consiste pas à accorder une note par exemple à la tierce majeure juste d’une autre, mais bien à accorder l’harmonique 4 de l’une à l’unisson de l’harmonique 5 de l'autre : les accordeurs sont experts dans l’écoute des sons harmoniques, ainsi que des éventuels battements entre eux, et les accordages se font essentiellement par des mises à l’unisson d’harmoniques. Un violoniste qui s'accorde, de même, n’accorde pas les deux cordes à la quinte l’une de l’autre, mais accorde l’harmonique 2 de l’une à l’unisson de l’harmonique 3 de l’autre ; lorsqu’il y arrive, tous les harmoniques multiples de 2 et de 3 se mettent ensemble à l’unisson et la qualité de la consonance qui en résulte éclate assez soudainement avec une extraordinaire brillance. Une écoute attentive du phénomène permettra de percevoir que même si l’accordage s'améliore (les sons s'approchent de leur valeur idéale), la sensation de consonance diminue d’abord (parce que le battement entre les harmoniques atteint une zone critique), puis qu’elle se réalise à l’extrême fin du processus.
Une autre conséquence de ce qui précède est que l’opposition consonance / non consonance est étroitement liée à l’existence de sons harmoniques, c’est-à-dire de sons périodiques. Le vibrato des violons, par exemple, a pour effet de créer une certaine inharmonicité, donc de réduire la périodicité : la non consonance de sons vibrés est moins perceptible, de sorte que ces sons paraissent plus justes. Ces problèmes se posent assez peu pour un certain nombre d’instruments non européens (percussions, en particulier), pour lesquels par conséquent la question des gammes et des tempéraments ne se pose pratiquement pas.
Parce que, dans le cas d’un instrument à sons fixes, le nombre des notes dans chaque octave est limité, il n’est pas possible d’accorder tous les intervalles purs. On peut accorder par exemple une quarte juste ascendante, rapport 4/3, suivie d’une tierce mineure pure descendante, rapport 5/6, pour obtenir une note à un ton de la première, correspondant au rapport 10/9 (par exemple do–fa–ré, 4/3 x 5/6 = 20/18 = 10/9), ou accorder deux quintes justes ascendantes correspondant au rapport 3/2 et réduire d’une octave pour obtenir de même une note à un ton de la première, correspondant cette fois au rapport 9/8 (par exemple, do–sol–ré, (3/2)2/2 = 9/8). Mais nos instruments à sons fixes à douze notes dans l’octave ne peuvent pas donner à la fois ces deux notes, distantes l’une de l’autre d’un intervalle correspondant au rapport 81/80 (9/8 / 10/9), soit un comma syntonique.
C’est pour cette raison que l’intonation juste est en quelque sorte une vue de l’esprit, qui permet d’envisager en théorie des intervalles irréalisables en pratique, en tout cas sur des instruments à sons fixes. Dans le cas décrit ci-dessus, l’intervalle d’un ton correspondant au rapport 10/9 est le « ton mineur » de l’intonation juste, correspondant à environ 1,82 demi-ton tempéré, alors que celui qui correspond à 9/8 est le « ton majeur », 2,04 demi-tons tempérés. Pour accorder un instrument à sons fixes, il sera donc nécessaire de réaliser un compromis entre ces deux intervalles (et entre un certain nombre d’autres) : il faut les « tempérer ».
Bien que Gioseffo Zarlino soit souvent considéré comme l’inventeur de l’intonation juste, ou du moins comme l’un de ses principaux défenseurs au XVIe siècle, à tel point que l’intonation juste elle-même est souvent décrite comme la « gamme de Zarlino », il ne l’a pas décrite complètement lui-même, se contentant de la mentionner comme fondement naturel de la gamme, tout en ajoutant que le tempérament était une nécessité pratique.

### Les tempéraments
Le chant d’intervalles purs ne posait pas de problèmes dans la musique monodique, ni dans les premières musiques polyphoniques qui ne faisaient appel qu'à un petit nombre d'intervalles entre notes superposées. Le problème est apparu lorsque les polyphonies se sont faites plus complexes et, surtout, lorsque l'orgue et d'autres instruments à sons (plus ou moins) fixes ont joué un rôle plus important.
Il faut être conscient du fait que le problème de l'accord se pose même dans une musique strictement diatonique, dès que certaines notes peuvent se trouver dans des contextes différents. Il s'agit toujours d'un conflit entre des intervalles de quinte (ou de quarte) et de tierce (ou de sixte). Dans la gamme diatonique de do, par exemple, la note la peut apparaître comme quarte inférieure de ré, lui-même quinte de sol, qui est la quinte de do. La note la, en d'autres termes, est le résultat de deux quintes ascendantes, do–sol–ré, suivies d'une quarte descendante, ré–la ; dans ce cas, la est une sixte majeure pythagoricienne, soit 906 cents plus haut que do, puisque l'intervalle est obtenu par une série de quintes (ou quartes) justes. Mais la peut aussi être la tierce majeure de fa, lui-même quarte de do ; l'intervalle de sixte est alors de 884 cents, plus petit d'un comma syntonique (22 % d'un demi-ton) que dans le cas précédent parce que la série d'intervalles qui permet de l'accorder comporte une tierce majeure pure. Puisque l'orgue ne permet pas de jouer deux la différents, il faut trouver un compromis.
Le tempérament consiste toujours à diminuer la taille des quintes (ou augmenter celle des quartes) pour améliorer la justesse des tierces. Il en existe de deux grandes familles qui seront détaillées plus loin :
- les tempéraments réguliers, ou mésotoniques, où toutes les quintes sont diminuées (« tempérées ») à la même taille. Dans ce cas, tous les autres intervalles ont aussi la même taille, mais il est en général impossible de jouer des enharmonies — c'est-à-dire qu'une note diésée, par exemple, ne peut pas être remplacée par son équivalent bémolisé, que do , par exemple, ne peut pas être remplacé par ré . Le tempérament égal appartient lui aussi à cette catégorie, mais les quintes y sont diminuées de telle sorte que les notes diésées soient les mêmes que leur équivalent bémolisé ;
- les tempéraments irréguliers, où certaines quintes sont plus tempérées que d'autres, de telle sorte que certaines tierces aussi sont meilleures que d'autres. Une catégorie particulière de ces tempéraments sont les « bons » tempéraments, où toutes les notes peuvent être utilisées pour leur enharmonie, mais certaines de manière plus satisfaisante que d'autres.

## Évolution des tempéraments

### Accord pythagoricien

Quinte du loup dans le cycle des quintes

L’accord pythagoricien est construit par concaténation de quintes justes. Mais à la douzième quinte une telle série dépasse l’octave d’un comma — plus précisément, d'un comma pythagoricien, environ 24 cents. Pour boucler le cercle et puisque l'instrument ne permet que douze notes dans l'octave, il faut donc accepter une quinte réduite de ce comma, sachant qu’elle en sera inutilisable comme quinte juste : c’est la « quinte du loup », désagréable à l’oreille. Dans l'image ci-contre, le cercle est poursuivi de do à mi , soit douze notes. La quinte qui devrait suivre, mi —si , est remplacée par une sixte diminuée, mi —do, que l'on appelle la quinte du loup.
De plus, la tierce pythagoricienne, plus grande d'un comma que la tierce majeure juste, est musicalement insatisfaisante, donc considérée comme « instable ».

### Gamme de Zarlino
La gamme dite « de Zarlino » reconnaît l’importance de la tierce majeure en harmonie. L'intonation juste qu’elle conceptualise (voir aussi Zarlino) répond à un souhait de produire le maximum d’intervalles sonnant juste dans un système à douze degrés par octave.
Ce système élabore une gamme « naturelle » en reconnaissant une place importante à l’intervalle de tierce « pure », et plus généralement aux intervalles purs, c’est-à-dire correspondant à un rapport de fréquence s'exprimant par une fraction simple.
La tierce majeure correspond au rapport 5/4. Si elle divise une quinte 3/2, la tierce mineure qui la complète est dans un rapport 6/5. Par rapport à la gamme tempérée, les écarts (en cents, centièmes de demi-ton tempéré) de la gamme de Zarlino sont (en supposant la gamme accordée sur une tonique de do) :
| Note    | do  | ré    | ré   | mi    | mi    | fa  | fa / sol       | sol | la    | la    | si    | si    |
| ------- | --- | ----- | ---- | ----- | ----- | --- | -------------- | --- | ----- | ----- | ----- | ----- |
| Rapport | 1/1 | 16/15 | 9/8  | 6/5   | 5/4   | 4/3 | 45/32 ou 64/45 | 3/2 | 8/5   | 5/3   | 9/5   | 15/8  |
| Écart   | 0   | +11,7 | +3,9 | +15,6 | -13,7 | -2  | ± 9,8          | +2  | +13,7 | -15,6 | +17,6 | -11,7 |

Les écarts par rapport à la gamme tempérée sont assez importants pour les tierces et sixtes (de l’ordre de 14 cent), ainsi que sur la septième (17 cent). On peut les lire dans l’autre sens : par rapport à une gamme formée d’intervalles purs, ils indiquent le degré de fausseté perceptible sur la gamme tempérée.

### Les tempéraments mésotoniques
On parle de tempéraments réguliers lorsque les corrections apportées aux intervalles s'appliquent également à tous, aucun intervalle particulier n’étant musicalement juste : ce sont donc les tempéraments mésotoniques et le tempérament égal (qui est un mésotonique particulier). Les tempéraments inégaux sont dits « irréguliers ».
L’idée des tempéraments mésotoniques est de diminuer toutes les quintes d’une certaine fraction du comma syntonique, de façon à rendre plus pures les tierces majeures sans pour autant trop fausser les quintes (l’écart résiduel venant du comma pythagoricien qui reste toujours concentré sur la quinte du loup).
Puisque la correction s'applique uniformément à toutes les quintes, les tierces majeures engendrées restent toujours égales à deux tons majeurs (les proportions sont conservées) ce qui n’est pas le cas avec les tempéraments inégaux. C’est cette propriété du « ton moyen », le ton qui divise la tierce en deux, qui est à l’origine du terme « mésotonique » – on utilise aussi l’expression « tempérament régulier ».
Le tempérament mésotonique à quart de comma syntonique est le plus utilisé. S'il rend les tierces pures, il fausse les quintes (ainsi d’ailleurs que les quartes), et ceci n’est pas indifférent car l’oreille est plus sensible à la pureté des quintes qu’à celle des tierces.
D’autres tempéraments mésotoniques présentent un meilleur compromis en répartissant la « fausseté » de façon plus équilibrée entre tierces et quintes : c’est le cas du tempérament à 1/6 ou 1/8 de comma. À l’extrême, le tempérament au douzième de comma pythagoricien (chaque quinte est diminuée d'un douzième de comma) fait disparaître la quinte du loup : c’est le tempérament égal.
Les tempéraments mésotoniques sont assez pratiqués dans la musique baroque, ils permettent des modulations acceptables dans les tons voisins de la tonique.

### Les tempéraments inégaux
L’idée des tempéraments inégaux vient du fait que, dans la pratique musicale, et spécialement à l’époque baroque avant que ne se généralise l’emploi du tempérament égal, tous les intervalles de quinte et de tierce majeure ne sont pas également usités.
On essaye de réduire les effets indésirables du comma syntonique, voire du comma pythagoricien, en les répartissant de telle manière qu’on améliore la qualité de certains intervalles de quintes (et de tierces), les intervalles les moins pratiqués pouvant se satisfaire de consonances moins bonnes.
À propos du clavecin et du clavicorde, C.P.E. Bach écrit :
« Les deux sortes d’instruments doivent être bien tempérés : en accordant les quartes et les quintes, avec les tierces majeures et mineures et les accords complets pour preuves, il faut affaiblir un tant soit peu la justesse des quintes, en sorte que l’oreille la perçoive à peine et que les vingt quatre tons soient tous utilisables. »
Les possibilités sont extrêmement nombreuses et cette étude a mobilisé un grand nombre de théoriciens aux XVIIe et XVIIIe siècles, chacun proposant sa propre solution censée représenter le meilleur compromis : Werckmeister, Chaumont, Kirnberger, Rameau, Vallotti, etc.
Dans le cadre d’un tempérament inégal, toutes les quintes (et conséquemment toutes les tierces) n’ont pas la même valeur en termes de rapports de fréquences : chaque tonalité possédait donc une « couleur sonore » particulière. Joie, tristesse, sérénité, mélancolie, etc. s'expriment dans le choix de tonalités censées mieux les représenter : ce critère est mis en pratique par les grands compositeurs tels que Bach et Couperin qui y attachent beaucoup d’importance. Tous ne s'accordent d’ailleurs pas exactement sur le caractère prêté à chaque tonalité. Le choix du tempérament utilisé peut, à l’inverse, être déterminé par la tonalité choisie et les modulations envisagées au cours d’une même pièce, certains étant mieux appropriés que d’autres.
Ces préoccupations ont complètement disparu depuis que la gamme tempérée a été adoptée de façon universelle par les compositeurs. Mais les tempéraments inégaux sont particulièrement adaptés à l’exécution du répertoire baroque, et les ensembles spécialisés les pratiquent couramment.

### Le tempérament égal (gamme tempérée)
La gamme au tempérament égal, ou simplement tempérament égal, ou encore gamme tempérée, est de nos jours utilisée de façon presque universelle dans la musique occidentale (à noter, cependant, que le piano sort de l’échelle du tempérament égal dans l’aigu : voir Inharmonicité du piano). Seuls les musiciens jouant sur des instruments dits « anciens » utilisent d’autres systèmes, selon le style en cours à l’époque de la composition.
Le tempérament égal, qui s'est imposé avec le changement de goût à l’époque de la Révolution française (voir Inégalités dans la musique baroque) consiste, pour ainsi dire, à « trancher le nœud gordien » des inconvénients de tous les autres systèmes qui tentaient des compromis entre justesse de certains intervalles, fausseté pas trop marquée des autres, possibilités de transposition et/ou de modulation. Connu dans son principe depuis l'Antiquité, mentionné aux XVIe et XVIIe siècles, par Michael Prætorius et par Marin Mersenne, mais difficilement réalisable en pratique avant l'invention des logarithmes, il consiste tout simplement à diviser l’octave en douze intervalles chromatiques tous égaux.
Cette idée simple permet toutes les transpositions et toutes les modulations imaginables, puisque toutes les notes sont équivalentes quand on les considère comme toniques. Elle présente deux inconvénients. Le premier, qui est de taille, explique la réticence des musiciens à l’adopter avant la période dite « classique » : à l’exception des octaves, tous les intervalles sont légèrement faux. Toutefois, hormis certains cas particuliers concernant principalement des tierces majeures (voir : Justesse des tierces), les écarts sont suffisamment faibles pour être admissibles. Et l’habitude aidant, puisque de nos jours quasiment toutes les musiques que nous entendons l’utilisent, cette faible dissonance ne choque personne, et c’est au contraire les anciens tempéraments qui surprennent notre oreille lorsque nous les expérimentons pour la première fois. Le second inconvénient est que, dans le tempérament égal, toutes les tonalités ont la même couleur et ce n’est pas forcément ce que les musiciens recherchent. Chez Mozart, par exemple, le choix des tonalités conserve une grande importance, y compris dans toute sa musique de piano, ce qui va à l’encontre d’un système dans lequel toutes les tonalités sont strictement équivalentes.
Si l’on se rappelle qu’additionner des intervalles revient à effectuer des multiplications de rapports de fréquence, on voit que celui de l’octave égale celui du demi-ton chromatique élevé à la puissance douze ou encore que le rapport de fréquence du demi-ton chromatique vaut {\displaystyle {\sqrt[{12}]{2}}} en l’absence d’inharmonicité.
La gamme tempérée présente l’avantage d’être totalement « neutre » par rapport aux problèmes de transpositions, qui précisément justifient la présence de tempéraments. Les écarts des différentes gammes par rapport à la gamme tempérée permettent donc d’apprécier comment un tempérament particulier présentera des irrégularités dans ses différentes transpositions.

### Tempérament par division multiple

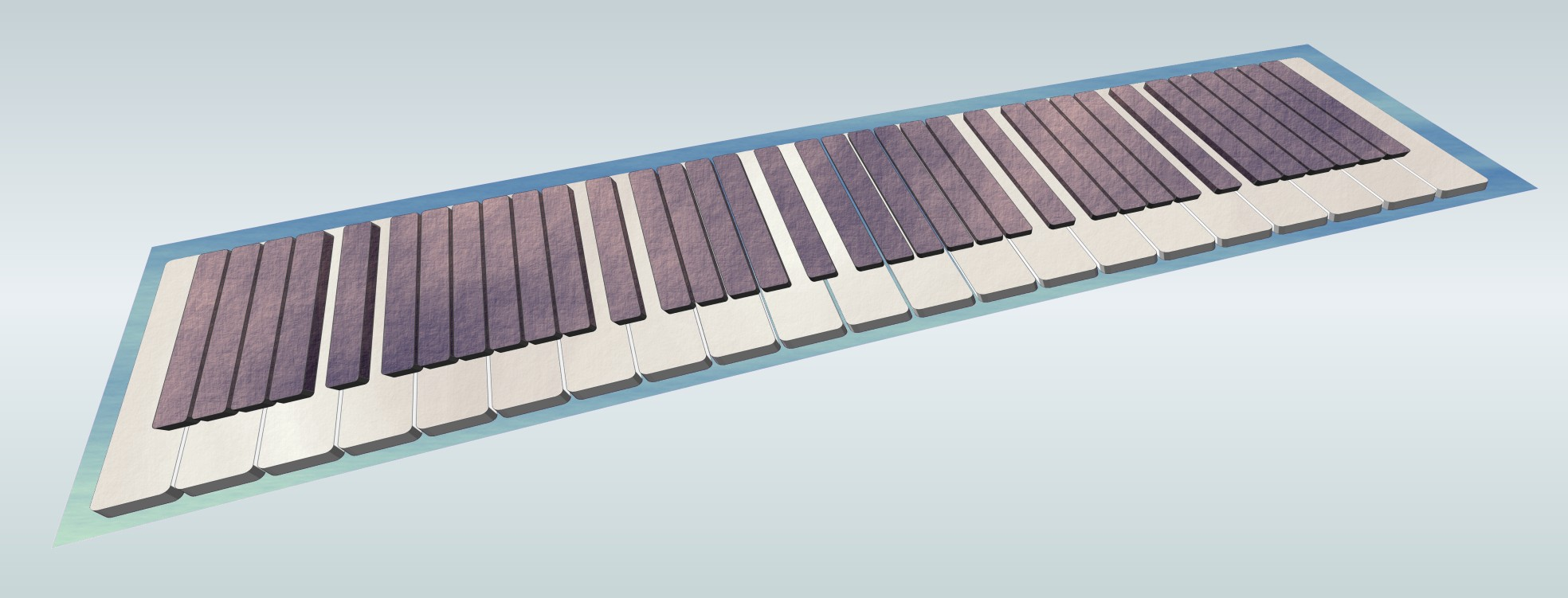
Un clavier réalisant le tempérament à 19 intervalles égaux

Plusieurs théoriciens ont conçu des tempéraments basés sur une division de l’octave en plus de douze intervalles élémentaires. Constatant que la division en douze intervalles égaux n’aboutit pas à la pureté des intervalles de quinte et de tierce, ils ont recherché si une division de l’octave en un nombre différent d’intervalles ne permettait pas de se rapprocher de cette pureté idéale. De fait, plusieurs schémas de division ont ainsi été déterminés, qui permettent parfois d’améliorer aussi la qualité des autres notes.
Ces approches très théoriques ne se sont pas popularisées à ce jour.

## Comparaison des fréquences de notes de la gamme chromatique dans différents systèmes
Les fréquences des notes de la gamme tempérée (à douze demi-tons égaux) peuvent être obtenues facilement par la formule : F(n) = F(La) × 2(n/12).
Avec : F(La) = Diapason, et n = rang de la note soit :
| n    | -9 | -8 | -7 | -6 | -5 | -4 | -3 | -2  | -1  | 0  | 1  | 2  | 3   |
| Note | do | do | ré | mi | mi | fa | fa | sol | sol | La | si | si | do+ |

### Premier tableau: mêmela
| Note | Gamme de Zarlino | Gamme de Pythagore | Gamme tempérée |
| do   | 264,00           | 260,74             | 261,63         |
| do   | 275,00           | 278,44             | 277,18         |
| ré   | 297,00           | 293,33             | 293,66         |
| mi   | 316,80           | 309,03             | 311,13         |
| mi   | 330,00           | 330,00             | 329,63         |
| fa   | 352,00           | 347,65             | 349,23         |
| fa   | 371,25           | 371,25             | 369,99         |
| sol  | 396,00           | 391,11             | 392,00         |
| sol  | 412,50           | 417,66             | 415,30         |
| la   | 440,00           | 440,00             | 440,00         |
| si   | 475,20           | 463,54             | 466,16         |
| si   | 495,00           | 495,00             | 493,88         |
| do   | 528,00           | 521,48             | 523,25         |

Dans ce tableau :
- la note la est commune à 440 Hz (diapason actuel) ;
- les gammes naturelles sont représentées par la gamme de Zarlino à partir de do ;
- la gamme de Pythagore est montée de telle façon que la quinte du loup soit entre sol  et mi .

### Second tableau: mêmedo
| Note | Gamme de Zarlino | Gamme de Pythagore | Gamme tempérée |
| do   | 264,00           | 264,00             | 264,00         |
| do   | 275,00           | 281,92             | 279,70         |
| ré   | 297,00           | 297,00             | 296,33         |
| mi   | 316,80           | 312,89             | 313,95         |
| mi   | 330,00           | 334,13             | 332,62         |
| fa   | 352,00           | 352,00             | 352,40         |
| fa   | 371,25           | 375,89             | 373,35         |
| sol  | 396,00           | 396,00             | 395,55         |
| sol  | 412,50           | 422,88             | 419,07         |
| la   | 440,00           | 445,50             | 443,99         |
| si   | 475,20           | 469,33             | 470,39         |
| si   | 495,00           | 501,19             | 498,37         |
| do   | 528,00           | 528,00             | 528,00         |

Dans ce tableau :
- la note do commune à 264 Hz donne la à 440 Hz (diapason actuel) dans l'intonation juste ;
- les gammes naturelles sont représentées par la gamme de Zarlino à partir de do ;
- la gamme de Pythagore est montée de telle façon que la quinte du loup soit entre sol  et mi .

### Troisième tableau
| Intervalle           | Gamme de Zarlino | Gamme de Pythagore | Gamme tempérée |
| Quinte do-sol        | 1,500            | 1,500              | 1,498          |
| Loup sol -mi         | 1,536            | 1,480              | 1,498          |
| Tierce majeure do-mi | 1,250            | 1,266              | 1,260          |

Dans ce tableau, les intervalles sont calculés à partir du tableau précédent :
- dans la gamme de Zarlino, la quinte et la tierce sont justes, la quinte du loup est nettement fausse ;
- dans la gamme de Pythagore la tierce majeure et la quinte du loup sont fausses ;
- dans la gamme tempérée, il n’y a pas de quinte du loup ; les quintes sont bonnes, et les tierces un peu trop grandes.